# نهر سنگی حمزه علی
نهر سنگی حمزه علی مربوط به دوره ایلخانی است و در شهرستان بروجن، بخش بلداجی، دهستان امامزاده حمزه علی، شرق امامزاده حمزه علی واقع شده و این اثر در تاریخ ۱۲ شهریور ۱۳۸۶ با شمارهٔ ثبت ۱۹۵۱۶ به‌عنوان یکی از آثار ملی ایران به ثبت رسیده است.